# Jesse Young
Jesse Young, né le 29 avril 1980, à Peterborough, au Canada, est un ancien joueur canadien, naturalisé irlandais, de basket-ball. Il évolue au poste de pivot.

## Palmarès
- EuroCoupe 2006